# Springfield Lake (Halifax)
Springfield Lake är en sjö i Kanada.   Den ligger i provinsen Nova Scotia, i den sydöstra delen av landet, 900 km öster om huvudstaden Ottawa. Springfield Lake ligger 101 meter över havet. Arean är 0,88 kvadratkilometer. Den sträcker sig 1,8 kilometer i nord-sydlig riktning, och 1,1 kilometer i öst-västlig riktning.
Runt Springfield Lake är det i huvudsak tätbebyggt. Runt Springfield Lake är det tätbefolkat, med 397 invånare per kvadratkilometer.